# سؤال مين 1 (2015)
سؤال مين 1 لعام 2015 هو "قانون لتعزيز قانون الانتخابات النظيف في ولاية مين، وتحسين الإفصاح وإجراء تغييرات أخرى على قوانين تمويل الحملات الانتخابية"، كان إجراء استفتاء بدأه المواطنون في ولاية مين، والذي ظهر في 3 نوفمبر 2015 في الاقتراع على مستوى الولاية. نظرًا لأن الهيئة التشريعية في ولاية ماين لم تمارس قدرتها على تمرير مشروع القانون من تلقاء نفسها، فقد تم وضعها على بطاقة الاقتراع وتمت الموافقة عليها من قبل ناخبي ولاية مين.